# Ruth Blum

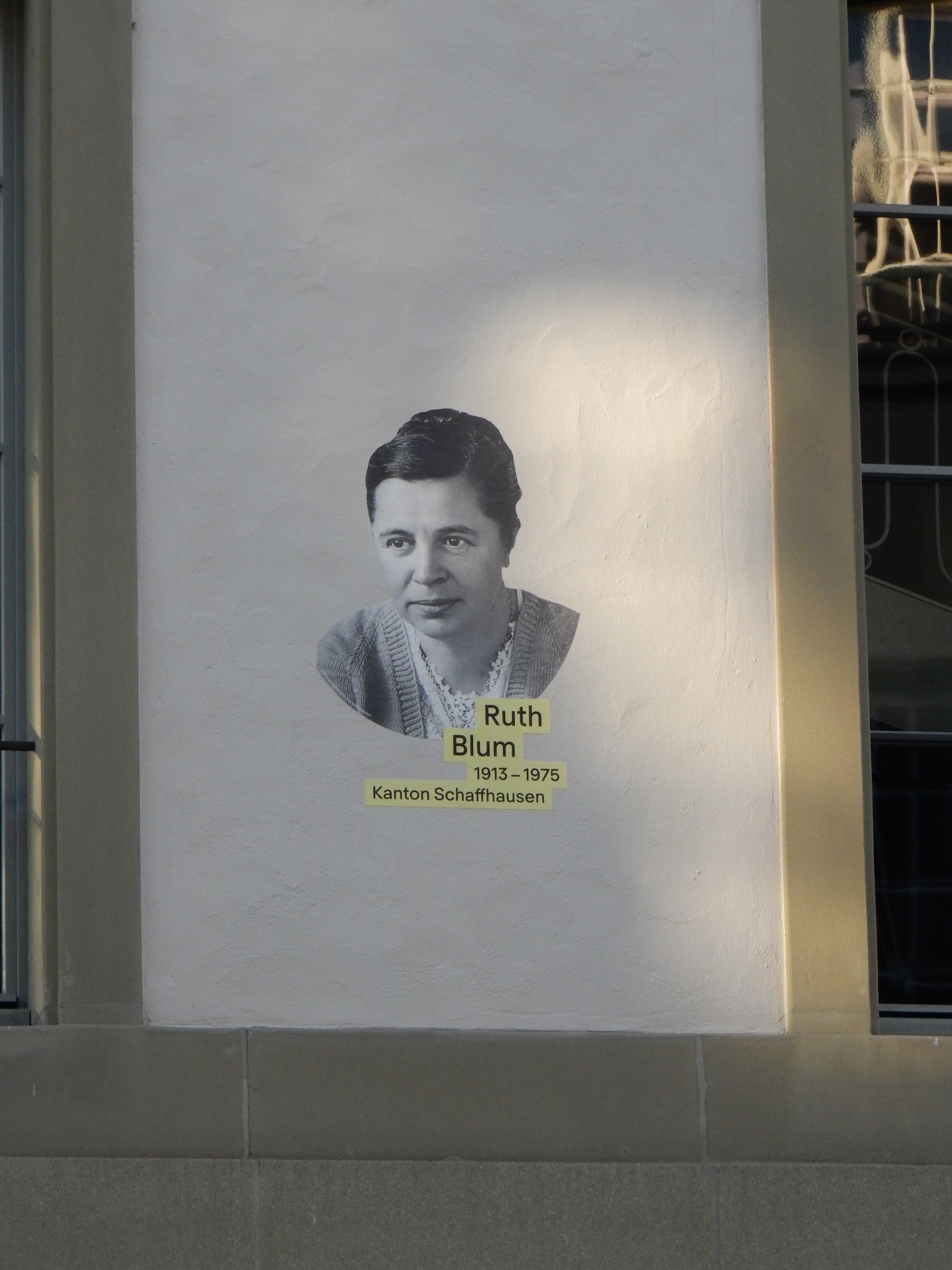
Ruth Blum, Foto in einer Ausstellung zu 50. Jahren Frauenstimmrecht

Ruth Blum (* 2. September 1913 in Wilchingen, Kanton Schaffhausen; † 2. August 1975 in Schaffhausen) war eine Schweizer Autorin, Journalistin und Lehrerin.

## Leben
Ruth Blum war die Tochter von Hedwig Hablützel, der Tochter einer wohlhabenden Weinbaufamilie und eines Schneidermeisters aus Beggingen, welcher jedoch früh in ihrer Kindheit bereits starb. Sie wuchs auf im Klettgau und litt in ihrer Jugend an Asthma und Schwindsucht (heute bekannt als Lungentuberkulose). Nach einem Kuraufenthalt in Davos verbesserte sich ihr Gesundheitszustand und sie absolvierte die Kantonsschule in Schaffhausen. Sie begann ein Studium der Pädagogik, während welchem ihr Schreibtalent von einem Deutschlehrer erkannt wurde. 1933 brach sie das Studium im dritten Jahr jedoch ab. Finanzielle Nöte zwangen die Familie nach Zürich, wo die Mutter eine Kostgerberei übernahm. Ruth Blum übte in dieser Zeit verschiedene Tätigkeiten aus, unter anderem als Dienstmädchen, Verkäuferin, Putzfrau und Empfangsdame bei einem Zahnarzt; daneben lieferte sie journalistische Beiträge für Schweizer Zeitungen, darunter die Neue Zürcher Zeitung und nach ihrer Rückkehr ins Klettgau der Schaffhauser Bauer. Mit ihrem ersten Roman Blauer Himmel – grüne Erde, der auf ihren Kindheits- und Jugenderfahrungen im Klettgau basierte, erzielte sie 1941 einen Erfolg bei der Leserschaft. Nachdem es ihr jedoch mit den folgenden Werken nicht gelungen war, die Schriftstellerei zu ihrem Brotberuf zu machen, absolvierte sie 1949/50 im zweiten Anlauf eine Ausbildung am Lehrerseminar in Schaffhausen. Von 1951 bis 1961 war sie in Schaffhausen als Primarschullehrerin tätig. Wegen eines Krebsleidens wurde sie vorzeitig pensioniert. In den folgenden Jahren trotzte sie der Krankheit und überdauerte die prognostizierten fünf Jahre der Ärzte, war wieder literarisch aktiv und verfasste eine Reihe erfolgreicher, autobiografisch geprägter Bücher. 1975 verstarb sie aufgrund ihrer Krebserkrankung.
Ruth Blums Werk umfasst Romane und Erzählungen. Sie erhielt unter anderem 1955 den Literaturpreis der Stadt Schaffhausen, 1965 einen Gesamtwerkspreis der Schweizerischen Schillerstiftung (3.000 Franken) sowie 1971 den Georg-Fischer-Preis.

## Werke
- Blauer Himmel, grüne Erde, Frauenfeld [u. a.] 1941
- Sonnenwende, Frauenfeld [u. a.] 1944
- Der gekrönte Sommer, Frauenfeld 1945
- Das Abendmahl, Frauenfeld 1947
- Der Gottesstrauch, Frauenfeld 1953
- Schaffhauser Heimat, Schaffhausen 1955 (zusammen mit Otto Ühlinger)
- Und es erhob sich ein Streit, Zürich [u. a.] 1964
- Wie Reif auf dem Lande, Zürich [u. a.] 1964
- Das Adventspiel vom Geldsack, Zürich [u. a.] 1965
- Die Narrenkappe, Schaffhausen 1965
- Mein Feuergesicht, Zürich [u. a.] 1967
- Aufzeichnungen einer Krebskranken, 1970
- Die grauen Steine, Schaffhausen 1971, Neuauflage, Zürich 2018, mit einem Nachwort von Mirjam Herrmann
- Und stets erpicht auf Altes – Irlandfahrten 1948–1973, Schaffhausen 1974
- Die Sichel, Schaffhausen 1975
- Schulstubenjahre, Schaffhausen 1976